# رافية (حشرة)
الرافية (الاسم العلمي: Raphia) هي جنس من الحشرات يتبع الفصيلة الليليات من رتبة حرشفيات الأجنحة.

## أنواع حشرة الرافية
- رافية بيازية
- رافية حادة
- رافية رفيقة
- (الاسم العلمي:Raphia cinderella)
- (الاسم العلمي:Raphia elbea)
- (الاسم العلمي:Raphia pallula)